# Maxime Gremetz
Maxime François Gremetz (ur. 3 września 1940 w Canchy) – francuski polityk, działacz komunistyczny i związkowy, deputowany krajowy, poseł do Parlamentu Europejskiego I, II i III kadencji.

## Życiorys
Urodził się jako jedno z dziewięciorga dzieci, jego ojciec był drwalem. Pracował jako robotnik. W 1955 wstąpił do komunistycznej młodzieżówki, następnie do Francuskiej Partii Komunistycznej. Został członkiem związku zawodowego CGT. Na początku lat 60. odbył służbę wojskową. Później zatrudniony na stanowisku ślusarza, w zakładzie pracy tworzył struktury PCF, był zwalniany z pracy. W 1967 kształcił się w szkole partyjnej w Moskwie. Był sekretarzem partii komunistycznej w departamencie Somma, członkiem komitetu centralnego (1972–2000), biura politycznego (1976–1999) i sekretariatu komitetu centralnego (1979–1991). Kierował komunistycznym tygodnikiem „France Nouvelle” oraz partyjnym biurem ds. organizacyjnych, odpowiadał też za relacje zewnętrzne w PCF. Reprezentował skrzydło wspierające ZSRR, popierał m.in. wprowadzenie stanu wojennego w Polsce.
Od 1970 do 1978 zasiadał w radzie departamentu Somme. W 1978 po raz pierwszy wybrany do Zgromadzenia Narodowego, wchodził w skład tej izby do 1981. W latach 1979–1986 i 1989–1994 sprawował mandat posła do Parlamentu Europejskiego, należał do Grupy Sojuszu Komunistycznego, a w III kadencji do Unii Lewicowej. Ponownie był członkiem niższej izby krajowego parlamentu w latach 1986–1988 i 1993–2011, w wyborach z 2007 nie będąc oficjalnym kandydatem PCF. Był członkiem Zgromadzenia Parlamentarnego Rady Europy, Zasiadał w radzie miejskiej Amiens (2001–2007) i radzie regionu Pikardia (2004–2010), od 2004 do 2005 był jej wiceprzewodniczącym. Na skutek konfliktów wewnątrz ugrupowania w 2006 znalazł się poza partią. Po wykluczeniu z Francuskiej Partii Komunistycznej w 2007 został liderem lokalnego ugrupowania Colère et espoir.
Jego działalność polityczna była wielokrotnie przedmiotem kontrowersji oraz zarzutów o populizm. W 2000 skazany na karę pozbawienia wolności z zawieszeniem jej wykonania za utrudnianie otwarcia autostrady, orzeczono też zakaz zajmowania stanowisk publicznych na dwa lata (prezydent Jacques Chirac zastosował jednak wobec niego prawo łaski). W 2011 jako pierwszy parlamentarzysta w historii V Republiki ukarany czasowym wykluczeniem z obrad za zakłócanie dyskusji nad skutkami katastrofy elektrowni jądrowej w Fukushimie. Zrezygnował z mandatu w maju 2011, wycofując się z działalności politycznej.

## Życie prywatne
Od 1962 żonaty z Françoise, ma troje dzieci.